# Dilléniavirágúak
A dilléniavirágúak (Dilleniales) rendje a kétszikűek osztályába tartozó, vitatott rendszertani besorolású növénycsoport. Az APG II és APG III rendszerek rendként nem ismerik el, hanem a core eudicots kládba sorolja családként (Dilleniaceae), bár egyes APG-hez közel álló szerzők szerint a rendként való értelmezésnek is van létjogosultsága. A Cronquist-, Thorne- és Tahtadzsján-rendszerek egyaránt rendnek tekintik a csoportot, Cronquist kivételével csak a Dilleniaceae családot sorolva ide.

## Családok
- Dilléniafélék (Dilleniaceae)
- Cronquist és Borhidi a Dilleniales rendbe sorolja a bazsarózsaféléket (Paeoniaceae) is.